# 李从曮
李从曮（898年—946年），深州博野县（今河北省蠡县）人；岐国君主李茂貞第六子，母刘夫人，有妻子楚国夫人朱氏（後梁冀王朱友謙女）、繼室潁川郡夫人蔡氏。
后唐庄宗李存勗在位（923年—926年）时，任凤翔节度使。明宗长兴四年（933年），改授天平軍節度使。后唐末帝清泰初年，复为凤翔节度使，後官至中書令。
后晋高祖石敬瑭在位时，封为秦王、岐王，開運三年（946年）去世，有十三子：永熙、永吉、永义、永忠、永幹、永粲、永嗣、永浩、永胜、永嵩、永固、永载、永济及七女。其中一女婿为赵赞。